# 愛媛県道21号大三島上浦線

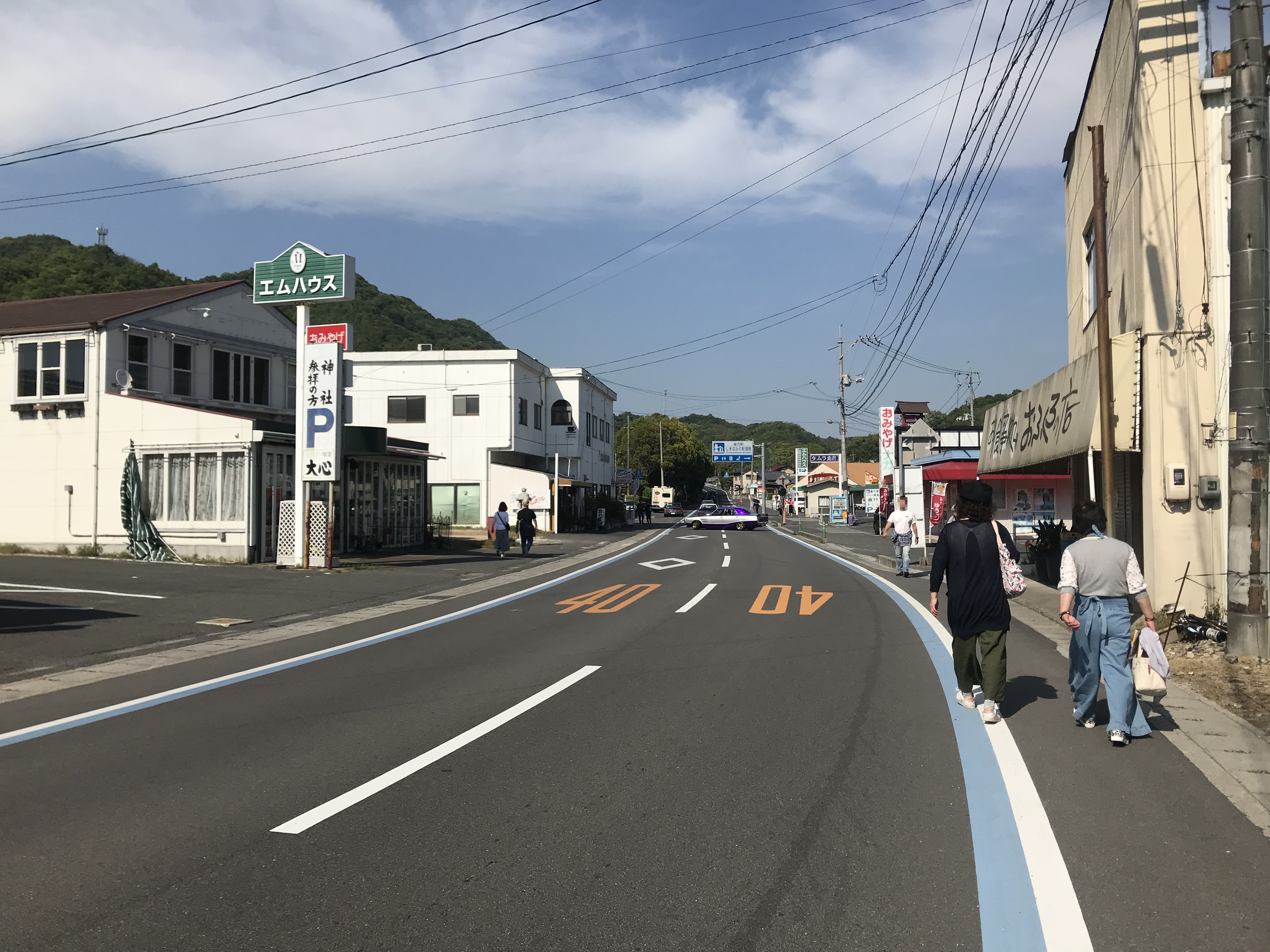
大山祇神社・道の駅しまなみの駅御島付近

愛媛県道21号大三島上浦線（えひめけんどう21ごう おおみしまかみうらせん）は、愛媛県今治市の大三島を横断する主要地方道（愛媛県道）である。

## 概要
愛媛県道51号大三島環状線が大三島をほぼ一周する形をとるのに対し、当路線は大三島の中心をほぼ真一文字に貫かれた形をとる。

### 路線データ
- 陸上距離：約5.9 km
- 起点：今治市大三島町宮浦（宮浦港）
- 終点：今治市上浦町井口（国道317号・愛媛県道51号大三島環状線交点）

## 歴史
- 1976年（昭和51年）
  - 4月1日 - 建設省（現・国土交通省）が主要地方道に指定。
  - 10月1日 - 愛媛県が路線認定。
- 1993年（平成5年）5月11日 - 建設省から、主要県道大三島上浦線が大三島上浦線として主要地方道に再指定される[1]。

## 路線状況

### 重複区間
- 愛媛県道51号大三島環状線：今治市大三島町宮浦

### 道の駅
- 道の駅しまなみの駅御島

## 地理

### 通過する自治体
- 今治市

### 交差する道路
- 愛媛県道51号大三島環状線（今治市大三島町宮浦）
- 愛媛県道51号大三島環状線（今治市大三島町宮浦）
- 国道317号・愛媛県道51号大三島環状線（終点）

### 沿線にある施設など
- 愛媛県立今治北高等学校大三島分校（今治市大三島町宮浦）
- 今治市立大三島中学校（今治市大三島町宮浦）
- 今治市立上浦中学校（今治市上浦町井口）
- 今治市立大三島小学校（今治市大三島町宮浦）
- 今治市立上浦小学校（今治市上浦町井口）
- 大山祇神社（今治市大三島町宮浦）